# Esqui alpino nos Jogos Olímpicos de Inverno de 2022 - Slalom masculino
O slalom masculino do esqui alpino nos Jogos Olímpicos de Inverno de 2022 foi disputado em 16 de fevereiro no Ice River em Yanqing, Pequim.

## Medalhistas
| Ouro   | FRA Clément Noël           |
| Prata  | AUT Johannes Strolz        |
| Bronze | NOR Sebastian Foss-Solevåg |

## Resultados
| Pos. | Bib | Atleta                  | País                     | 1ª descida | Pos. | 2ª descida | Pos. | Total   | Diferença |
| ---- | --- | ----------------------- | ------------------------ | ---------- | ---- | ---------- | ---- | ------- | --------- |
| 01 ! | 4   | Clément Noël            | FRA França               | 54.30      | 6    | 49.79      | 1    | 1:44.09 | —         |
| 02 ! | 19  | Johannes Strolz         | AUT Áustria              | 53.92      | 1    | 50.78      | 13   | 1:44.70 | +0.61     |
| 03 ! | 2   | Sebastian Foss-Solevåg  | NOR Noruega              | 53.98      | 3    | 50.81      | 15   | 1:44.79 | +0.70     |
| 4    | 3   | Henrik Kristoffersen    | NOR Noruega              | 53.94      | 2    | 50.94      | 18   | 1:44.88 | +0.79     |
| 5    | 11  | Loïc Meillard           | SUI Suíça                | 54.22      | 4    | 50.67      | 10   | 1:44.89 | +0.80     |
| 6    | 15  | Daniel Yule             | SUI Suíça                | 55.06      | 13   | 49.89      | 2    | 1:44.95 | +0.86     |
| 7    | 5   | Linus Straßer           | GER Alemanha             | 54.25      | 5    | 50.77      | 12   | 1:45.02 | +0.93     |
| 8    | 18  | Giuliano Razzoli        | ITA Itália               | 54.79      | 12   | 50.26      | 4    | 1:45.05 | +0.96     |
| 9    | 22  | Albert Popov            | BUL Bulgária             | 54.62      | 9    | 50.53      | 8    | 1:45.15 | +1.06     |
| 10   | 21  | Aleksandr Khoroshilov   | ROC                      | 54.63      | 10   | 50.54      | 9    | 1:45.17 | +1.08     |
| 11   | 20  | Tommaso Sala            | ITA Itália               | 54.37      | 8    | 51.00      | 19   | 1:45.37 | +1.28     |
| 12   | 1   | Ramon Zenhäusern        | SUI Suíça                | 54.72      | 11   | 50.75      | 11   | 1:45.47 | +1.38     |
| 13   | 13  | Dave Ryding             | GBR Grã-Bretanha         | 55.13      | 16   | 50.44      | 7    | 1:45.57 | +1.48     |
| 14   | 17  | Luca Aerni              | SUI Suíça                | 55.63      | 19   | 50.20      | 3    | 1:45.83 | +1.74     |
| 15   | 30  | Samuel Kolega           | CRO Croácia              | 55.54      | 18   | 50.42      | 6    | 1:45.96 | +1.87     |
| 16   | 8   | Alexis Pinturault       | FRA França               | 55.12      | 15   | 51.03      | 20   | 1:46.15 | +2.05     |
| 17   | 6   | Marco Schwarz           | AUT Áustria              | 56.26      | 25   | 50.35      | 5    | 1:46.61 | +2.52     |
| 18   | 16  | Filip Zubčić            | CRO Croácia              | 55.79      | 21   | 50.89      | 17   | 1:46.68 | +2.59     |
| 19   | 39  | Alexander Schmid        | GER Alemanha             | 55.95      | 23   | 51.08      | 21   | 1:47.03 | +2.94     |
| 20   | 27  | Matej Vidović           | CRO Croácia              | 56.57      | 26   | 50.79      | 14   | 1:47.36 | +3.27     |
| 21   | 33  | Jung Dong-hyun          | KOR Coreia do Sul        | 56.85      | 29   | 50.84      | 16   | 1:47.69 | +3.60     |
| 22   | 24  | Armand Marchant         | BEL Bélgica              | 56.13      | 24   | 51.72      | 22   | 1:47.85 | +3.76     |
| 23   | 49  | Barnabás Szőllős        | ISR Israel               | 56.83      | 28   | 51.88      | 23   | 1:48.71 | +4.62     |
| 24   | 26  | Erik Read               | CAN Canadá               | 55.90      | 22   | 53.20      | 24   | 1:49.10 | +5.01     |
| 25   | 42  | Adam Žampa              | SVK Eslováquia           | 57.76      | 32   | 53.25      | 25   | 1:51.01 | +6.92     |
| 26   | 50  | Aleksandr Andrienko     | ROC                      | 57.47      | 31   | 53.70      | 26   | 1:51.17 | +7.08     |
| 27   | 53  | Emir Lokmić             | BIH Bósnia e Herzegovina | 58.86      | 35   | 53.94      | 27   | 1:52.80 | +8.71     |
| 28   | 60  | Denni Xhepa             | ALB Albânia              | 58.32      | 34   | 54.96      | 29   | 1:53.28 | +9.19     |
| 29   | 52  | Ioannis Antoniou        | GRE Grécia               | 59.48      | 36   | 54.81      | 28   | 1:54.29 | +10.20    |
| 30   | 55  | Casper Dyrbye Næsted    | DEN Dinamarca            | 1:01.38    | 38   | 55.89      | 31   | 1:57.27 | +13.18    |
| 31   | 23  | Atle Lie McGrath        | NOR Noruega              | 55.08      | 14   | 1:02.27    | 41   | 1:57.35 | +13.26    |
| 32   | 66  | Soso Japharidze         | GEO Geórgia              | 1:02.02    | 41   | 55.87      | 30   | 1:57.89 | +13.80    |
| 33   | 58  | Márton Kékesi           | HUN Hungria              | 1:01.85    | 40   | 56.12      | 32   | 1:57.97 | +13.88    |
| 34   | 73  | Richardson Viano        | HAI Haiti                | 1:02.25    | 42   | 57.74      | 33   | 1:59.99 | +15.90    |
| 35   | 64  | Alexandru Ștefănescu    | ROU Romênia              | 1:01.72    | 39   | 58.70      | 35   | 2:00.42 | +16.33    |
| 36   | 72  | Zakhar Kuchin           | KAZ Cazaquistão          | 1:03.68    | 43   | 58.98      | 37   | 2:02.66 | +18.57    |
| 37   | 77  | Albin Tahiri            | KOS Kosovo               | 1:04.01    | 44   | 58.93      | 36   | 2:02.94 | +18.85    |
| 38   | 78  | Cesar Arnouk            | LBN Líbano               | 1:07.05    | 47   | 58.37      | 34   | 2:05.42 | +21.33    |
| 39   | 82  | Ricardo Brancal         | POR Portugal             | 1:06.24    | 46   | 1:00.07    | 38   | 2:06.31 | +22.22    |
| 40   | 68  | Nicola Zanon            | THA Tailândia            | 1:05.71    | 45   | 1:02.24    | 40   | 2:07.95 | +23.86    |
| 41   | 86  | Mathieu Neumuller       | MAD Madagascar           | 1:07.90    | 48   | 1:02.88    | 43   | 2:10.78 | +26.69    |
| 42   | 62  | Eldar Salihović         | MNE Montenegro           | 1:09.61    | 50   | 1:02.21    | 39   | 2:11.82 | +27.73    |
| 43   | 83  | Matteo Gatti            | SMR San Marino           | 1:08.52    | 49   | 1:03.41    | 44   | 2:11.93 | +27.84    |
| 44   | 88  | William Flaherty        | PUR Porto Rico           | 1:09.86    | 51   | 1:02.57    | 42   | 2:12.43 | +28.34    |
| 45   | 80  | Yohan Goutt Gonçalves   | TLS Timor-Leste          | 1:15.48    | 52   | 1:09.19    | 45   | 2:24.67 | +40.58    |
| 90   | 10  | Michael Matt            | AUT Áustria              | 54.36      | 7    | DNF        | DNF  | —       | —         |
| 90   | 12  | Alex Vinatzer           | ITA Itália               | 55.39      | 17   | DNF        | DNF  | —       | —         |
| 90   | 38  | Kamen Zlatkov           | BUL Bulgária             | 55.66      | 20   | DNF        | DNF  | —       | —         |
| 90   | 40  | Dries Van den Broecke   | BEL Bélgica              | 56.77      | 27   | DNF        | DNF  | —       | —         |
| 90   | 56  | Andreas Žampa           | SVK Eslováquia           | 58.06      | 33   | DNF        | DNF  | —       | —         |
| 90   | 57  | Michel Macedo           | BRA Brasil               | 59.88      | 37   | DNF        | DNF  | —       | —         |
| 90   | 43  | Michał Jasiczek         | POL Polônia              | 57.40      | 30   | DSQ        | DSQ  | —       | —         |
| 90   | 7   | Manuel Feller           | AUT Áustria              | DNF        | DNF  | —          | —    | —       | —         |
| 90   | 9   | Kristoffer Jakobsen     | SWE Suécia               | DNF        | DNF  | —          | —    | —       | —         |
| 90   | 14  | Lucas Braathen          | NOR Noruega              | DNF        | DNF  | —          | —    | —       | —         |
| 90   | 25  | Luke Winters            | USA Estados Unidos       | DNF        | DNF  | —          | —    | —       | —         |
| 90   | 28  | Yohei Koyama            | JPN Japão                | DNF        | DNF  | —          | —    | —       | —         |
| 90   | 29  | Joaquim Salarich        | ESP Espanha              | DNF        | DNF  | —          | —    | —       | —         |
| 90   | 31  | Zan Kranjec             | SLO Eslovênia            | DNF        | DNF  | —          | —    | —       | —         |
| 90   | 32  | Billy Major             | GBR Grã-Bretanha         | DNF        | DNF  | —          | —    | —       | —         |
| 90   | 34  | Jan Zabystřan           | CZE República Checa      | DNF        | DNF  | —          | —    | —       | —         |
| 90   | 35  | Trevor Philp            | CAN Canadá               | DNF        | DNF  | —          | —    | —       | —         |
| 90   | 36  | Kryštof Krýzl           | CZE República Checa      | DNF        | DNF  | —          | —    | —       | —         |
| 90   | 37  | Julian Rauchfuss        | GER Alemanha             | DNF        | DNF  | —          | —    | —       | —         |
| 90   | 41  | Ivan Kuznetsov          | ROC                      | DNF        | DNF  | —          | —    | —       | —         |
| 90   | 44  | Tormis Laine            | EST Estônia              | DNF        | DNF  | —          | —    | —       | —         |
| 90   | 45  | Sam Maes                | BEL Bélgica              | DNF        | DNF  | —          | —    | —       | —         |
| 90   | 46  | Louis Muhlen-Schulte    | AUS Austrália            | DNF        | DNF  | —          | —    | —       | —         |
| 90   | 47  | Sturla Snær Snorrason   | ISL Islândia             | DNF        | DNF  | —          | —    | —       | —         |
| 90   | 48  | Miks Zvejnieks          | LAT Letônia              | DNF        | DNF  | —          | —    | —       | —         |
| 90   | 51  | Paweł Pyjas             | POL Polônia              | DNF        | DNF  | —          | —    | —       | —         |
| 90   | 54  | Tomás Birkner de Miguel | ARG Argentina            | DNF        | DNF  | —          | —    | —       | —         |
| 90   | 59  | Matthieu Osch           | LUX Luxemburgo           | DNF        | DNF  | —          | —    | —       | —         |
| 90   | 63  | Michael Poettoz         | COL Colômbia             | DNF        | DNF  | —          | —    | —       | —         |
| 90   | 65  | Asa Miller              | PHI Filipinas            | DNF        | DNF  | —          | —    | —       | —         |
| 90   | 67  | Ivan Kovbasnyuk         | UKR Ucrânia              | DNF        | DNF  | —          | —    | —       | —         |
| 90   | 69  | Adrian Yung             | HKG Hong Kong            | DNF        | DNF  | —          | —    | —       | —         |
| 90   | 70  | Yianno Kouyoumdjian     | CYP Chipre               | DNF        | DNF  | —          | —    | —       | —         |
| 90   | 71  | Ho Ping-jui             | TPE Taipé Chinês         | DNF        | DNF  | —          | —    | —       | —         |
| 90   | 75  | Berkin Usta             | TUR Turquia              | DNF        | DNF  | —          | —    | —       | —         |
| 90   | 76  | Jeffrey Webb            | MAS Malásia              | DNF        | DNF  | —          | —    | —       | —         |
| 90   | 79  | Arif Khan               | IND Índia                | DNF        | DNF  | —          | —    | —       | —         |
| 90   | 81  | Maxim Gordeev           | KGZ Quirguistão          | DNF        | DNF  | —          | —    | —       | —         |
| 90   | 84  | Xu Mingfu               | CHN China                | DNF        | DNF  | —          | —    | —       | —         |
| 90   | 85  | Zhang Yangming          | CHN China                | DNF        | DNF  | —          | —    | —       | —         |
| 90   | 87  | Muhammad Karim          | PAK Paquistão            | DNF        | DNF  | —          | —    | —       | —         |
| 90   | 74  | Komiljon Tukhtaev       | UZB Uzbequistão          | DSQ        | DSQ  | —          | —    | —       | —         |
| 90   | 61  | Andrej Drukarov         | LTU Lituânia             | DNS        | DNS  | —          | —    | —       | —         |

Legenda
| Recorde mundial      | Recorde mundial (World record)               |                       | Recorde africano                      | Recorde africano (African) |                                           | Q | Classificado por posição (Qualified) |
| Recorde olímpico     | Recorde olímpico (Olympic record)            | Recorde da América    | Recorde da América (Americas)         | q                          | Classificado por melhor tempo (Qualified) |   |                                      |
| Melhor marca do ano  | Melhor marca do ano (World leading)          | Recorde asiático      | Recorde asiático (Asian)              | DNS                        | Não largou (Did not start)                |   |                                      |
| Recorde nacional     | Recorde nacional (National record)           | Recorde europeu       | Recorde europeu (European)            | DNF                        | Não terminou (Did not finish)             |   |                                      |
| Recorde pessoal      | Recorde pessoal do atleta (Personal best)    | Recorde da Oceania    | Recorde da Oceania (Oceania)          | DSQ / DQ                   | Desclassificado (Disqualified)            |   |                                      |
| Recorde da temporada | Recorde da temporada do atleta (Season best) | Recorde sul-americano | Recorde sul-americano (South America) | NM                         | Sem marca (No mark)                       |   |                                      |